# Andrzej Trautman
Andrzej Trautman (Varsavia, 4 gennaio 1933) è un fisico e matematico polacco, maggiormente noto per i suoi contributi alla fisica della gravitazione classica e alla relatività generale.
Dal 1958 contribuì alla teoria della gravitazione relativistica. A lui si deve l'uso dell'espressione "massa di Trautman-Bondi".

## Biografia
Trautman è nato a Varsavia, in Polonia, in una famiglia di artisti. Suo padre Mieczysław era un pittore e insegnava disegno in una scuola secondaria, mentre sua madre Eliza Trautman (nata André) era francese, sebbene fosse nata in Spagna, dove suo padre, Marius André, lavorava come ufficiale consolare. 
Interruppe le scuole elementari per via della rivolta di Varsavia del 1944. Dopo aver trascorso circa dieci mesi in Germania, ritornò con la madre (suo padre era morto nel 1941) in Polonia. Nell'autunno del 1945 i due si trasferirono a Parigi per ricongiungersi con il resto dei familiari, dove Trautman frequentò una scuola secondaria polacca, diplomandosi nel 1949.
Dal 1949 al 1955 studiò ingegneria radiofonica presso il Politecnico di Varsavia. Dopo aver conseguito la laurea magistrale sotto la guida scientifica del fisico teorico Jerzy Plebański, entrò a far parte del gruppo di ricerca di Leopold Infeld presso l'Istituto di fisica teorica dell'Università di Varsavia, luogo dove lavorò per tutta la vita. Nel 1959 conseguì il dottorato di ricerca in fisica presso l'Istituto di Fisica dell'Accademia polacca delle scienze.
Trautman e Ivor Robinson scoprirono una famiglia di soluzioni esatte dell'equazione di campo di Einstein note come onde gravitazionali di Robinson-Trautman.
Nel 1981 Trautman divenne membro fondatore del Consiglio culturale mondiale.